# Präsidentschaftswahl in Südkorea 2002
Die 16. Präsidentschaftswahl in Südkorea fand am 19. Dezember 2002 statt.
Laut dem offiziellen Endergebnis der südkoreanischen Wahlkommission gewann Roh Moo-hyun von der Sae-cheonnyeon-minju-Partei die Wahl mit 48,9 Prozent der Wählerstimmen. Dadurch gewannen die linksgerichteten Kräfte nach der Amtszeit von Präsident Kim Dae-jung die zweite Präsidentschaftswahl in Folge.
Die Entscheidung über das neue Staatsoberhaupt wurde durch eine Mehrheitswahl (ohne etwaige Stichwahl) in einem Durchgang gefällt. In Südkorea sind Präsidentschaften lediglich auf eine Amtszeit beschränkt.

## Hintergrund

### Vorgeschichte und Kandidatenauswahl
Mit Kim Dae-jung gewann bei der Präsidentschaftswahl in Südkorea 1997, erstmals der Kandidat der Opposition die Präsidentschaftswahlen. Dessen Partei Sae-jeongchi-gungmin-hoeui benannte sich während seiner Amtszeit in Sae-cheonnyeon-minju-Partei um.
In den parteiinternen Vorwahlen der Regierungs- und der Oppositionspartei setzten sich die klar Favoriten durch. Roh Moo-hyun, ein ehemaliger Abgeordneter in der Gukhoe gewann die Vorwahlen seiner Partei gegen sechs andere Kandidaten mit 72,2 % der Stimmen.
Lee Hoi-chang, der bereits 1997 an Kim Dae-jung scheiterte, führte seine zweite Präsidentschaftswahlkampagne. Er setzte sich in seiner Partei gegen drei andere Kandidaten mit 69 % der Stimmen durch.
Die Demokratische Arbeitspartei nominierte den Aktivisten Kwon Young-ghil, der bereits die Präsidentschaftswahl in Südkorea 1997 für die Partei bestritt.
Auch der parteilose Chung Mong-joon wurde als möglicher Kandidat für das Präsidentenamt gehandelt, da er als Präsident der Korea Football Association für die Abhaltung der äußerst erfolgreich wahrgenommenen Fußball-Weltmeisterschaft 2002 verantwortlich war. Ihm wurden in Umfragen gute Chancen eingeräumt. Chung erklärte jedoch aufgrund der befürchteten Stimmenaufteilung im mitte-links Lager seine Unterstützung für Roh Moo-hyun. Lediglich wenige Stunden vor der Schließung der Wahllokale widerrief Chung seine Unterstützung für Roh aufgrund von Meinungsverschiedenheiten über die angestrebte politische Haltung gegenüber Nordkorea.

## Ergebnisse
Roh, konnte wie Kim Dae-jung 1997 die großen Städte des Landes sowie die traditionell politisch liberalen Regionen in Jeolla-do gewinnen. Lee Hoi-chang rekrutierte seine Unterstützung hauptsächlich aus der traditionell konservativen Regionen Gyeongsang-do und Gangwon-do, wo er bereits fünf Jahre zuvor erfolgreich war.
| Candidate                                                  | Party                                                      | Votes      | % of votes | % of votes |
| ---------------------------------------------------------- | ---------------------------------------------------------- | ---------- | ---------- | ---------- |
| Roh Moo-hyun                                               | Sae-cheonnyeon-minju-Partei                                | 12,014,277 | 48,9 %     |            |
| Lee Hoi-chang                                              | Hannara-Partei                                             | 11,443,297 | 46,6 %     |            |
| Kwon Young-ghil                                            | Demokratische Arbeitspartei                                | 957,148    | 03,9 %     | 03,9 %     |
| Lee Han-dong                                               | Vereinigung der Menschen einer Nation                      | 74,027     | 00,3 %     | 00,3 %     |
| Kim Gil-soo                                                | Partei der Verteidiger des Vaterlandes                     | 51,104     | 00,2 %     | 00,2 %     |
| Kim Yeong-Gyu                                              | Sozialistische Partei                                      | 22,063     | 00,1 %     | 00,1 %     |
| Jang Se-dong                                               | Parteiloser                                                | annulliert | 0-         | 0-         |
| Ungültige Stimmen                                          | Ungültige Stimmen                                          | 223,047    | 00,6 %     | 00,6 %     |
| (Wähleranzahl: 34,991,529 – Wahlbeteiligung: 70,8 %) Total | (Wähleranzahl: 34,991,529 – Wahlbeteiligung: 70,8 %) Total | 24,784,963 | 100%       | 100%       |

| Sudogwon                | Seoul          | 2,792,957 | (51.30％) | 2,447,376 | (44.96％) |
| Sudogwon                | Incheon        | 611,766   | (49.83％) | 547,205   | (44.57％) |
| Sudogwon                | Gyeonggi-do    | 2,430,193 | (50.65％) | 2,120,191 | (44.19％) |
| Gangwon                 | Gangwon        | 316,722   | (41.51％) | 400,405   | (52.48％) |
| Chungcheong             | Daejeon        | 369,046   | (55.09％) | 226,760   | (39.82％) |
| Chungcheong             | Chungcheongbuk | 365,623   | (50.42％) | 311,044   | (42.89％) |
| Chungcheong             | Chungcheongnam | 474,531   | (52.16％) | 375,110   | (41.23％) |
| Honam （Jeolla）        | Gwangju        | 715,182   | (95.18％) | 26,869    | (03.58％) |
| Honam （Jeolla）        | Jeollabuk      | 966,053   | (91.59％) | 65,334    | (06.19％) |
| Honam （Jeolla）        | Jeollanam      | 1,070,506 | (93.39％) | 53,074    | (04.63％) |
| Yeongnam （Gyeongsang） | Busan          | 587,946   | (29.86％) | 1,314,274 | (66.75％) |
| Yeongnam （Gyeongsang） | Ulsan          | 178,584   | (35.27％) | 267,737   | (52.88％) |
| Yeongnam （Gyeongsang） | Daegu          | 240,745   | (18.68％) | 1,002,164 | (77.75％) |
| Yeongnam （Gyeongsang） | Gyeongsangbuk  | 311,358   | (21.65％) | 1,056,446 | (73.47％) |
| Yeongnam （Gyeongsang） | Gyeongsangnam  | 434,642   | (27.08％) | 1,083,564 | (67.52％) |
| Jeju                    | Jeju           | 148,423   | (56.05％) | 105,744   | (39.63％) |